# Aaron Van Blarcum
Aaron Austin Van Blarcum (auch VanBlarcum; * 6. Februar 1976) ist ein US-amerikanischer Unternehmer und Pokerspieler.

## Persönliches
Van Blarcum stammt aus Dallas. Er verdiente sein Geld als Investor von Nachtclubs und ist mittlerweile Besitzer eines CBD-Unternehmens.

## Pokerkarriere
Van Blarcum erzielte im November 2008 im Cherokee Casino Resort in Tulsa seine erste Geldplatzierung bei einem renommierten Live-Turnier. Weitere Turniererfolge folgten seitdem erst wieder ab dem Jahr 2017. Im Juni 2017 war er erstmals bei der World Series of Poker (WSOP) im Rio All-Suite Hotel and Casino am Las Vegas Strip erfolgreich und kam beim Colossus in der Variante No Limit Hold’em in die Geldränge. Bei der WSOP 2019 belegte Van Blarcum den mit mehr als 50.000 US-Dollar dotierten 212. Platz im Main Event. Anfang September 2019 gewann er das Main Event der World Poker Tour in Los Angeles und sicherte sich eine Siegprämie von rund 475.000 US-Dollar. Beim Main Event der partypoker Millions World Bahamas in Nassau wurde er Mitte November 2019 nach verlorenem Heads-Up gegen Adrián Mateos Zweiter und erhielt aufgrund eines Deals mit dem Spanier und dem Drittplatzierten Chris Hunichen sein bisher höchstes Preisgeld von 970.000 US-Dollar. Am 20. und 21. Dezember 2019 belegte Van Blarcum bei zwei Pokerturnieren im Hotel Bellagio am Las Vegas Strip einen ersten und einen zweiten Platz, was ihm 723.000 US-Dollar einbrachte. Im Januar 2020 wurde er bei der A$100.000 Challenge der Aussie Millions Poker Championship in Melbourne Dritter, wofür er über 740.000 Australische Dollar erhielt. Bei den Australian Poker Open in Gold Coast erzielte er Ende desselben Monats zwei Geldplatzierungen und sicherte sich mehr als 850.000 Australische Dollar. Bei der partypoker Live Millions Super High Roller Series in Sotschi kam Van Blarcum im März 2020 viermal in die Geldränge, was ihm rund 685.000 US-Dollar einbrachte.
Insgesamt hat sich Van Blarcum mit Poker bei Live-Turnieren knapp 4,5 Millionen US-Dollar erspielt.